# Бахышов, Мехман Нусрет оглы
Мехман Нусрет оглы Бахышов (азерб. Mehman Nüsrət oğlu Baxışov; 15 ноября 1969, Мингечевир) — советский и азербайджанский футболист, нападающий и полузащитник, тренер.

## Биография
Начинал играть в футбол в родном городе, в клубе «Автомобилист»/«Кюр»/«Кюр-Нур». В первенствах СССР выступал во второй и второй низшей лигах, а после распада СССР стал играть в высшей лиге Азербайджана. Двукратный финалист Кубка Азербайджана (1992, 1995).
В ходе сезона 1996/97 перешёл в «Виляш» (Масаллы), но вскоре вернулся в Мингечевир. После вылета родного клуба из высшего дивизиона в 1998 году стал играть за другие клубы высшей лиги — снова за «Виляш», а также за «Кяпаз» (Гянджа) и «Туран» (Товуз). В составе «Кяпаза» в сезоне 1999/00 стал серебряным призёром чемпионата и обладателем Кубка страны.
Всего в высшей лиге Азербайджана забил 51 гол.
Во второй половине 2000-х годов работал ассистентом тренера Рамиза Мамедова в «Габале», а в первой половине 2011 года ассистировал ему же в казахстанском «Атырау».